# 深圳乐高乐园
深圳乐高乐园，是位於中华人民共和国广东省深圳市大鹏新区南澳街道新大社区的乐高乐园。该项目于2021年8月26日开工，计划于2024年开业，是全球最大的乐高乐园度假区，也是粤港澳大湾区首个国际IP亲子家庭娱乐主题乐园度假区。由英国默林娱乐集团运营。度假区占地面积580,000平方米，总投资超70亿元人民币，该项目包括乐高主题乐园、乐高水上乐园、乐高探索乐园3个片区，主题乐园内有9大主题区，超过100组互动游乐设施、表演和景点；配套有主题乐园酒店、城堡酒店、宝藏岛酒店3大主题酒店，超过1,000个房间。该乐园有全球最大的乐高乐园水乐园、专为中国家庭设计的原创表演、可容纳千名观众的剧场，以及为深圳量身定制的室内主题区。